# الكسندر سيروف (دراج)
الكسندر سيروف (بالروسية: Серов, Александр Сергеевич)‏ مواليد 12 نوفمبر 1982 في فيبورغ، هو دراج روسي في صنف سباق الدراجات على الطريق وعلى المضمار. شارك في دورة الألعاب الأولمبية الصيفية.

## روابط خارجية
- الكسندر سيروف على موقع الاتحاد الدولي للدراجات (الإنجليزية)
- الكسندر سيروف على موقع أرشيف الدراجات (الإنجليزية)
- الكسندر سيروف على موقع إحصائيات الدراجات الإحترافية (الإنجليزية)
- الكسندر سيروف على موقع نسبة الدراجات (الإنجليزية)
- الكسندر سيروف على موقع CycleBase (الإنجليزية)
- الكسندر سيروف على موقع اللجنة الأولمبية الدولية (الإنجليزية)
- الكسندر سيروف على موقع أوليمبيديا (الإنجليزية)